# Ascheffel
Ascheffel (plattdeutsch Aschepel, dänisch: Askfelt) ist eine Gemeinde in den Hüttener Bergen im Kreis Rendsburg-Eckernförde. Zu Ascheffel gehören die Ortsteile Langstücken, Sückenwatt sowie Ober- und Unterschoothorst.

## Geografie und Verkehr
Die nächsten Städte in der Umgebung sind Rendsburg, Eckernförde und Schleswig.
Südwestlich verläuft die Bundesautobahn 7 von Rendsburg nach Schleswig, südöstlich die Bundesstraße 203 von Rendsburg nach Eckernförde und nördlich die Bundesstraße 76 von Eckernförde nach Schleswig.

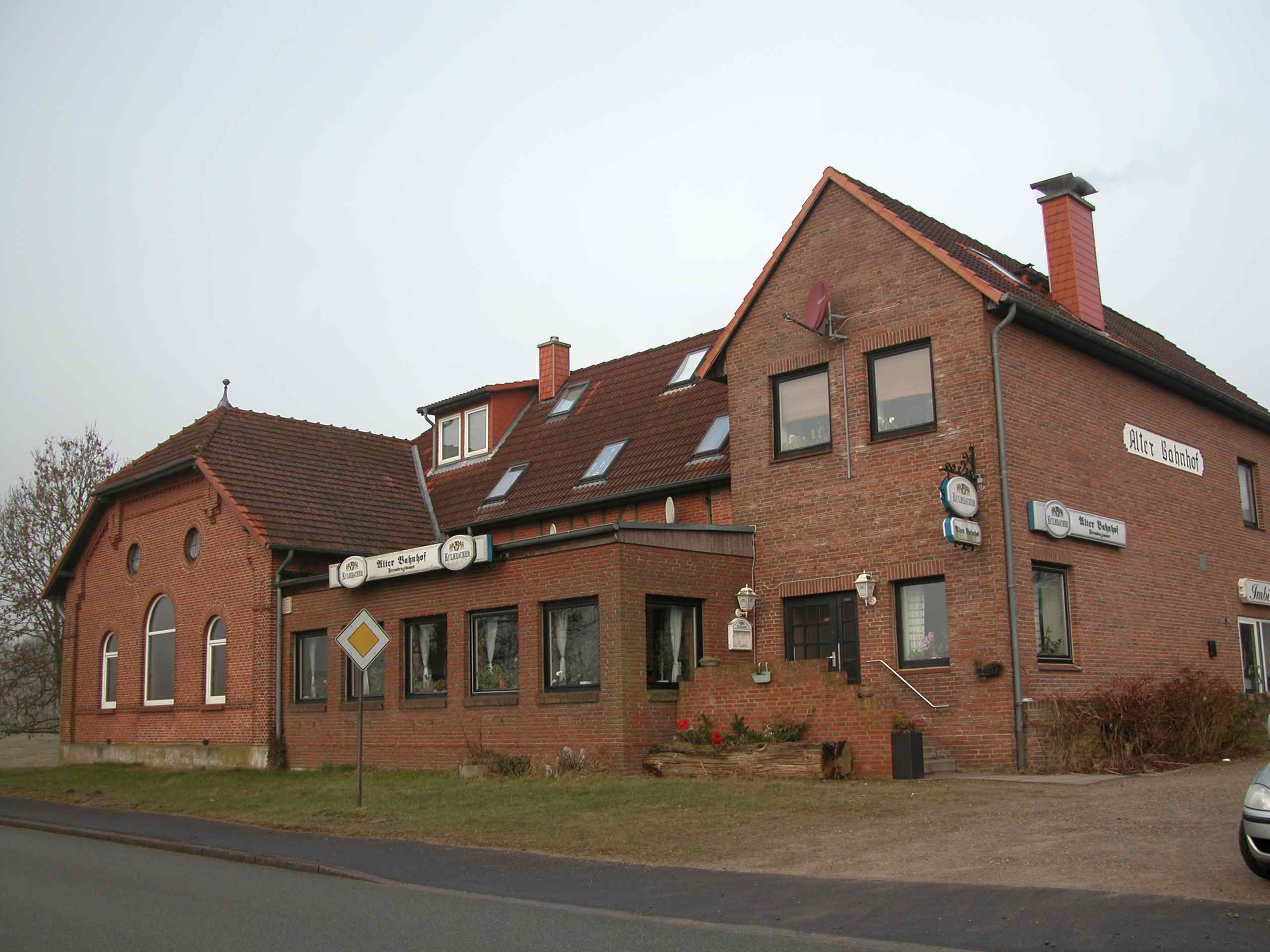
Ehemaliger Bahnhof in Ascheffel

Von 1904 bis 1954 hatte der Ort einen Bahnhof an der Bahnstrecke Eckernförde–Owschlag der Eckernförder Kreisbahnen. Ebenfalls auf Ascheffeler Gemeindegebiet lag der Bahnhof Silberbergen/Baumgarten an derselben Eisenbahnstrecke.

## Geschichte
Der Ort wurde 1415 erstmals erwähnt. Der Ortsname leitet sich von einem alten Getreidemaß ab und bedeutet der Scheffel an der Au.
Im 16. Jahrhundert befand sich eine Glashütte im Ort, im 17. Jahrhundert eine Papiermühle.

## Politik

### Gemeindevertretung
Bei der Kommunalwahl am 14. Mai 2023 wurden insgesamt elf Sitze vergeben. Diese fielen alle an den Allgemeinen Kommunalverein Ascheffel. Die Wahlbeteiligung betrug 54,3 %.

### Wappen
Blasonierung: „In Blau ein erhöhter goldener Dreiberg, darauf über einem blauen Wellenbalken ein blaues, von zwei begrannten blauen Getreideähren begleitetes Scheffelmaß.“
Das Scheffel und die Ähren weisen auf die Bedeutung Ascheffels als wichtigen Ort für den regionalen Handel mit Getreide hin. Der Wellenbalken steht für die Rohau, die die östliche Gemeindegrenze bildet. Der Dreiberg symbolisiert die Lage in den Hüttener Bergen. Die Farben belegen die Zugehörigkeit zum Landesteil Schleswig. Dabei wurde insbesondere der Dreiberg in Gold gewählt, um die Fruchtbarkeit des Bodens und damit hohe Ernteerträge sowie den einträglichen Fremdenverkehr zu repräsentieren.

## Sehenswertes
In der Liste der Kulturdenkmale in Ascheffel stehen die in der Denkmalliste des Landes Schleswig-Holstein eingetragenen Kulturdenkmale.
Bekannt ist Ascheffel vor allem für die Störche, die dort jährlich nisten, sowie für den nahe gelegenen 98 Meter hohen Aschberg mit dem Bismarck-Denkmal. Das Denkmal stand vor 1920 auf dem Knivsberg in Dänemark. Es lockt jährlich viele Besucher an, denn es ist eines der beiden einzigen in dieser Größe existierenden Denkmäler Bismarcks (das andere steht in Hamburg).
Im Gemeindegebiet befinden sich mehrere Teilgebiete des NATURA 2000-Schutzgebietes FFH-Gebiet Wälder der Hüttener Berge.

## Bildung
In Ascheffel bestehen mit der Grundschule Hüttener Berge und der dänischen Askfelt Danske Skole zwei Grundschulen. Daneben gibt es jeweils einen deutschen und einen dänischen Kindergarten.

## Sport
In Ascheffel gibt es den Sportverein Hüttener Berge, der seit 1948 als eingetragener Verein besteht. Dieser veranstaltet jedes Jahr ein Sportfest mit einem Handballturnier. Die Handballsparte ist die größte Sparte des Sportvereins, es werden weiter Damengymnastik, Kinderturnen, Tischtennis, Laienspielgruppe, Tanz- und Turngruppe angeboten.
Seit 1991 findet jedes Jahr das Radrennen Rund um Ascheffel (vormals Rund im Naturpark Hüttener Berge) statt. Dieses Radsportereignis, bei dem etwa 800 Sportler antreten, ist seit einigen Jahren das Saisoneröffnungsrennen des Radsportverbandes Schleswig-Holstein.